# Lamontélarié
Lamontélarié (okzitanisch: La Montelariá) ist eine südfranzösische Gemeinde mit 55 Einwohnern (Stand: 1. Januar 2022) im Département Tarn in der Region Okzitanien (vor 2016: Midi-Pyrénées). Sie gehört zum Arrondissement Castres und ist Mitglied im Gemeindeverband Communauté de communes du Haut-Languedoc. Die Bewohner werden Monteliots und Monteliottes genannt.

## Lage
Lamontélarié liegt in der Kulturlandschaft des Albigeois nur ca. 70 km (Fahrtstrecke) südöstlich von Albi in den südwestlichen Ausläufern der Cevennen. Umgeben wird Lamontélarié von den Nachbargemeinden Fontrieu mit Le Margnès im Norden, Lacaune im Nordosten, La Salvetat-sur-Agout im Osten, Anglès im Süden sowie Castelnau-de-Brassac im Westen und Nordwesten.

## Bevölkerungsentwicklung
| Jahr                      | 1962 | 1968 | 1975 | 1982 | 1990 | 1999 | 2006 | 2013 |
| Einwohner                 | 131  | 115  | 105  | 77   | 47   | 71   | 60   | 70   |
| Quelle: Cassini und INSEE |      |      |      |      |      |      |      |      |

## Sehenswürdigkeiten

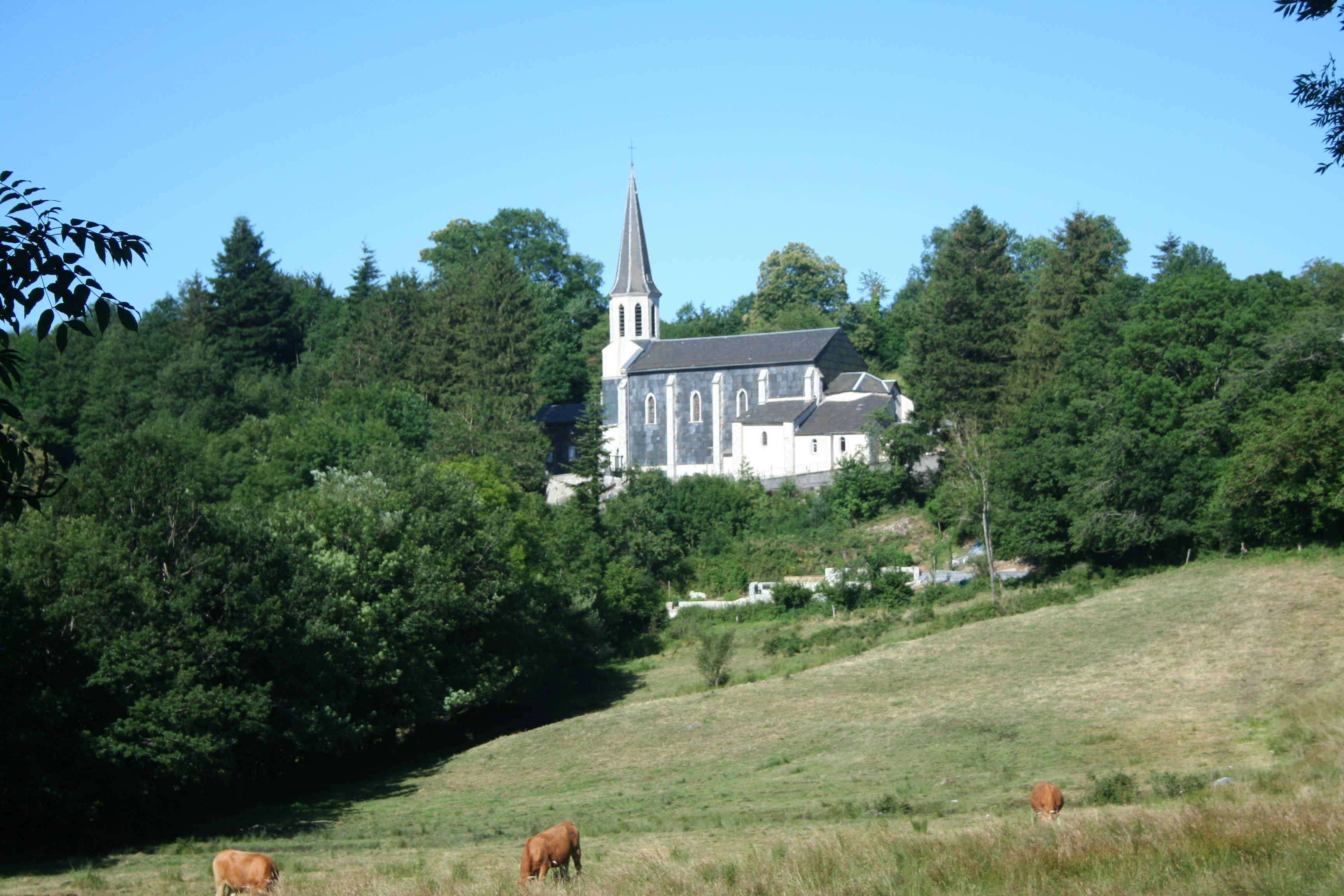
Blick auf den Ort mit der Kirche

- Kirche Notre-Dame